# اتحاد المحاكم الإسلامية
اتحاد المحاكم الإسلامية (بالصومالية: Midowga Maxkamadaha Islaamiga)‏ منظمة قانونية سياسية شُكلت لمعالجة الفوضى التي كانت تجتاح الصومال منذ سقوط نظام محمد سياد بري في عام 1991 أثناء الحرب الأهلية الصومالية.
في صيف عام 2006، طرد اتحاد المحاكم الإسلامية تحالفًا من أمراء الحرب الصوماليين الممول من وكالة المخابرات المركزية الأمريكية وأصبحت أول منظمة تعزز سيطرتها على مقديشو بالكامل منذ انهيار الدولة في عام 1991. يُشار إلى الستة أشهر الثي حكمت فيها المنظمة على أنها أكثر الحقبة استقرارًا وإنتاجية التي شهدها الصومال منذ اندلاع الحرب الأهلية حتى تلك اللحظة. تمكن سكان مقديشو أخيرًا من التحرك في جميع أنحاء المدينة دون خوف من الهجوم، وفتح المطار الدولي والميناء البحري لأول مرة منذ أكثر من عقد، وبدأت حملة ضخمة لتنظيف القمامة وكان هناك انخفاض كبير في الأسلحة التي في الشوارع.
انتهت المنظمة خلال الأيام الأخيرة من عام 2006 بغزو إثيوبي مدعوم من الولايات المتحدة. وحلت المنظمة تمامًا في أوائل عام 2007 بسبب الغزو والخلافات الداخلية.
أصبح العديد من أعضاء اتحاد المحاكم الإسلامية رفيعي المستوىفيما بعد أعضاءً في الحكومة الاتحادية الانتقالية المعترف بها دوليًا، مثل الرئيس السابق لاتحاد المحاكم الإسلامية، شريف شيخ أحمد الذي أصبح رئيسًا للصومال في عام 2009. في عام 2012، تبنت البلاد دستورًا جديدًا أعلن أن الصومال دولة إسلامية مصدر قانونها الأساسي الشريعة.

## تاريخ
بعد انهيار الحكومة الصومالية عام 1991 وانسحاب الولايات المتحدة من قوات حفظ السلام التابعة للأمم المتحدة قامت حرب أهلية قبلية استمرت زهاء 14 عامًا، أصبح نظام المحاكم الإسلامية هو نظام القضاء في الصومال. ونما دور المحاكم وبدأت المحاكم في تقديم خدمات مثل التعليم والرعاية الصحية وأصبحت أيضًا تمثل دور الشرطة واستطاعت سد مسالة الفراغ الأمني والقانوني والحد من نفوذ أمراء الحرب الاقوياء وحماية الضعفاء بعد الانهيار الكامل لدعائم الدولة الصومالية. وهكذا نشأت المحاكم الإسلامية في مواجهة أمراء الحرب، ودفع نجاح تجربة المحاكم إلى انتشارها في ربوع العاصمة مقديشو ثم اتحدت بالتحالف ما بين رجال الدين وطبقة التجار، وتكونت تلك المحاكم من 14 محكمة تجمع أطرافا محلية منقسمة هي الأخرى على ذاتها فالمعتدلون يسيطرون على 11 محكمة وأما المتشددون فعلى ثلاثة محاكم. وترتبط 10 محاكم بقبيلة واحدة هي قبيلة الهاوية التي تسيطر على مقديشو، وهناك بعض المحاكم المستقلة عن اتحاد المحاكم الإسلامية. و يرأس المحاكم الإسلامية شيخ شريف شيخ أحمد الذي يعد ممثلًا للتيار المعتدل داخلها في مقابل الشيخ طاهر عويس الذي يقود واحدة من المجموعتين المسلحتين داخل الاتحاد والذي تم اختياره رئيسا لمجلس شورى المحاكم. وتهدف المحاكم الإسلامية إلى بسط القانون والنظام والعمل على غلبة العامل الديني الإسلامي على الولاء القبلي.

## موقف القوى الدولية
أدى هذا التغيير إلى جذب الانتباه دوليا إلى الصومال، وقد سعت العديد من الأطراف الدولية إلى التدخل في شؤونه إما بوقف تقدم المحاكم الإسلامية بزعم أن هذه المحاكم تماثل حركة طالبان، أما أطراف أخرى فقد حاولت تحقيق أو على الأقل الحفاظ على مصالحها التاريخية في الصومال كاليمن وإريتريا، وبشكل أصبحت معه الأخيرة في مواجهة مع إثيوبيا على أرض الصومال، مما دفع أثيوبيا لإعلان الدخول في اشتباكات معها.